# Теребово
Теребово — деревня в Клепиковском районе Рязанской области. Входит в состав Ненашкинского сельского поселения.

## География
Находится в северной части Рязанской области на расстоянии приблизительно 7 км на север-северо-запад по прямой от районного центра города Спас-Клепики недалеко от озера Белое.

## История
На карте 1850 года показана как Теребово (Орлякина) с 11 дворами. В 1897 году здесь (тогда деревня Рязанского уезда Рязанской губернии) было учтено 24 двора.

## Население
Численность населения: 160 человек (1897 год), 4 в 2002 году (русские 100 %), 1 в 2010.